# Белая (приток Ирдома)
Белая — река в России, протекает в Октябрьском районе Костромской области. Устье реки находится в 28 км по левому берегу реки Ирдом. Длина реки составляет 17 км, площадь водосборного бассейна — 186 м².
Исток реки находится на северной окраине деревни Грехово и в 19 км к северо-востоку от села Боговарово. Генеральное направление течения — запад, крупнейший приток — Чернушка (правый) На реке расположены деревни Грехово, Соловецкое, 1-я Дудинская, 2-я Дудинская, Верхорубовская. Впадает в Ирдом у деревни 2-е Петухи в 9 км к северо-востоку от Боговарова.

## Данные водного реестра
По данным государственного водного реестра России относится к Верхневолжскому бассейновому округу, водохозяйственный участок реки — Ветлуга от истока до города Ветлуга, речной подбассейн реки — Волга от впадения Оки до Куйбышевского водохранилища (без бассейна Суры). Речной бассейн реки — (Верхняя) Волга до Куйбышевского водохранилища (без бассейна Оки).
По данным геоинформационной системы водохозяйственного районирования территории РФ, подготовленной Федеральным агентством водных ресурсов:
- Код водного объекта в государственном водном реестре — 08010400112110000041349
- Код по гидрологической изученности (ГИ) — 110004134
- Код бассейна — 08.01.04.001
- Номер тома по ГИ — 10
- Выпуск по ГИ — 0